# مينا (تقنية رسم)
المينا هو طبقة رقيقة شفافة أو شبه شفافة على اللوحة التي تعدل مظهر طبقة الطلاء الأساس. يمكن للمينا تغيير تلون السطح وإضاءته ونقبته وملمسه. يتكون المينا من كم كبيرة من وسط الربط مقارنة بكم الخضاب. يعتمد وقت التجفيف على كمية ونوع وسيط الطلاء المستخدم في المينا.